# Csátalja
Csátalja (németül: Tschatali) község Bács-Kiskun vármegye Bajai járásában.

## Fekvése
Bajától mintegy 20 kilométerre délre fekszik, a Duna bal parti oldalán. 
A szomszédos települések: észak felől Bátmonostor, északkelet felől Vaskút, kelet felől Gara, dél felől Dávod, nyugat felől pedig Nagybaracska.

### Megközelítése
A település nyugati szélén elhalad az 51-es főút, így ez a legfontosabb közúti elérési útvonala. Központján azonban csak az 5505-ös út halad végig, mely Bácsbokodon át Csávolytól húzódik idáig.

## Története
Csátalja különböző neveken már a középkorban is lakott hely volt, de ezen a néven először egy 1543-as dézsmajegyzékben szerepel. A falu a török hódoltság idején is adózott a kalocsai érseknek. A 17. század végén mint puszta az Osztrozaczky család tulajdona volt, akiktől 1712-ben báró Pejácsevich György megvásárolta. A Pejácsevichektől azonban a királyi kamara hamarosan elvette, és a 18. század folyamán több hullámban katolikus németekkel telepítette be. A 19. század elején a gróf Cseszneky család és a királyi kamara birtoka volt. A falu neve a 20. század eleji helynévrendezés során változott Csataaljáról Csátaljára. A második világháború után a helyi német lakosság zömét kitelepítették, és helyükre a csehszlovák–magyar lakosságcsere keretében a Felvidékről elűzött magyarok, valamint a Bácskából elmenekült bukovinai székelyek érkeztek.

## Idegen elnevezései
Németül a település hivatalos neve Tschatali. Horvátul a hercegszántói horvátok Čatalija és a vaskútiak által használt Četalija alak ismert.

## Közélete

### Polgármesterei
- 1990–1994: Gombkötő István (független)[6]
- 1994–1998: Gombkötő István (független)[7]
- 1998–2002: Gombkötő István (független)[8]
- 2002–2006: Kovács Antal (független)[9]
- 2006–2010: Kovács Antal (független)[10]
- 2010–2014: Kovács Antal (Fidesz–KDNP)[11]
- 2014–2019: Kovács Antal (Fidesz–KDNP)[12]
- 2019–2024: Kovács Antal (Fidesz–KDNP)[13]
- 2024– : Kernya Ákos (Fidesz–KDNP)[1]

## Nevezetességei

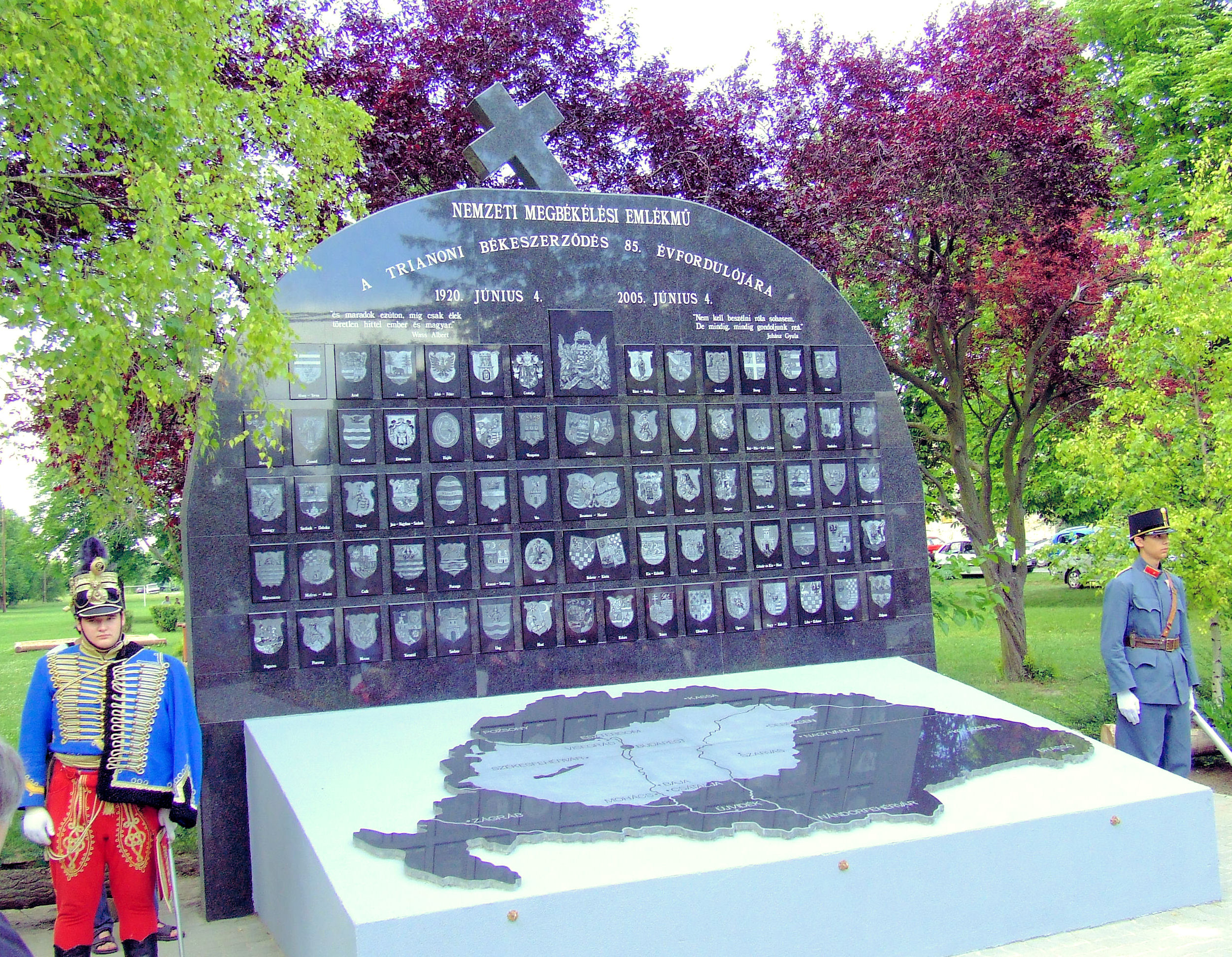
A nemzeti megbékélés emlékműve Csátalján

- 2005. június 4-én avatták fel a falu Trianon-emlékművét a békediktátum 85. évfordulója alkalmából.

## Itt születtek, itt éltek
- Sántha Alajos író - itt hunyt el 2013-ban.

## Népesség
A település népességének változása:
| Lakosok száma | 1485 | 1453 | 1396 | 1354 | 1281 | 1249 | 1228 |
|               | 2013 | 2014 | 2018 | 2021 | 2022 | 2023 | 2024 |

2001-ben 1691 lakosának 95,5%-a magyarnak, 4%-a németnek, 0,5%-a egyéb nemzetiségűnek vallotta magát.
A 2011-es népszámlálás során a lakosok 84,6%-a magyarnak, 9,2 % németnek, 0,6% cigánynak, 0,5% horvátnak, 0,2% románnak mondta magát (13,8% nem nyilatkozott; a kettős identitások miatt a végösszeg nagyobb lehet 100%-nál). Vallási megoszlás szerint: római katolikus 65%, református 4,1%, evangélikus 0,4%, felekezeten kívüli 9,4% (20,9% nem nyilatkozott).
2022-ben a lakosság 79,1%-a vallotta magát magyarnak, 8,1% németnek, 0,7% cigánynak, 0,6% szerbnek, 0,4% ukránnak, 0,2% horvátnak, 0,2% románnak, 0,1% bolgárnak, 0,1% szlováknak, 2,4% egyéb, nem hazai nemzetiségűnek (17% nem nyilatkozott; a kettős identitások miatt a végösszeg nagyobb lehet 100%-nál). Vallásuk szerint 37,2% volt római katolikus, 2,7% református, 0,9% evangélikus, 0,1% izraelita, 0,1% ortodox, 0,5% egyéb keresztény, 1,2% egyéb katolikus, 12,6% felekezeten kívüli (44,8% nem válaszolt).